# Robert Leckie

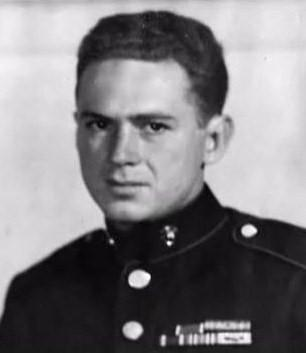
Robert Leckie, 1945

Robert Leckie (* 18. Dezember 1920 in Philadelphia; † 24. Dezember 2001) war ein US-amerikanischer Soldat, Journalist und Autor vorwiegend militärhistorischer Werke.
Seine Kriegserinnerungen, Helmet for My Pillow, bildeten eine der Quellen für die zehnteilige Miniserie The Pacific.
Leckie wurde als eines von acht Kindern einer irischstämmigen Familie geboren und wuchs in Rutherford (New Jersey) auf. Bereits im Alter von 16 Jahren schrieb er Sportreportagen für den Bergen Evening Record in Hackensack (New Jersey).

## Militärische Laufbahn
Nach dem japanischen Angriff auf Pearl Harbor meldete sich Leckie freiwillig zum United States Marine Corps. Nach seiner Ausbildung auf Parris Island war er im Marine Corps Air Station New River stationiert und wurde dann der 1. US-Marinedivision zugeteilt. Er nahm als Maschinengewehrschütze und Späher an allen größeren Operationen seiner Division im Pazifikkrieg teil, ausgenommen die Schlacht um Okinawa. Unter anderem kämpfte er in den Schlachten um Guadalcanal und Cape Gloucester. Auf Peleliu wurde er verwundet, womit seine militärische Karriere beendet war. Für seine Verwundung wurde er mit dem Purple Heart ausgezeichnet.

## Journalistische und schriftstellerische Tätigkeit
Nach dem Krieg arbeitete Leckie als Reporter für verschiedene Zeitungen und Nachrichtenagenturen, darunter Associated Press.
1957 erschien sein erstes Buch, Helmet for My Pillow, in dem er seine Kriegserlebnisse verarbeitete. In der Folge schrieb er mehr als 40 Bücher, vornehmlich über amerikanische Kriegsgeschichte, vom Siebenjährigen Krieg in Nordamerika im 18. Jahrhundert bis hin zur Operation Desert Storm.

## Privatleben
Nach dem Krieg heiratete Robert Leckie Vera Keller, die er schon seit der Kindheit kannte. Das Paar bekam drei Kinder, die die Namen David, Geoff und Joan erhielten. 2001 starb Robert Leckie, mittlerweile an Alzheimer erkrankt.
Leckie wurde im St. Joseph’s Mausoleum in Newton, New Jersey beigesetzt.

## Fernsehen
In der von Tom Hanks und Steven Spielberg produzierten und 2010 erstmals ausgestrahlten zehnteiligen Miniserie The Pacific diente Helmet for My Pillow nicht nur als eine der beiden Hauptvorlagen (zusammen mit With the Old Breed: At Peleliu and Okinawa von Eugene Sledge). Robert Leckie war auch eine der drei Hauptfiguren der Serie. Dargestellt wurde er von James Badge Dale, seine spätere Frau von Caroline Dhavernas.

## Werke

### Autobiographien
- Helmet for My Pillow. Random House, 1957, ISBN 0-553-59331-5
- Lord, What a Family!. Random House, 1958

### Militärgeschichte
- March to Glory. World Publishing Co., 1960
- Conflict: The History of the Korean War, 1950–1953. Da Capo Press, 1996 [1962]
- Strong Men Armed: The United States Marines Against Japan. Random House, 1962 / Perseus Publishing, 1997, ISBN 978-0-306-80785-5.
- Challenge for the Pacific; Guadalcanal, the turning point of the war. Doubleday, 1965
- Challenge for the Pacific: The Bloody Six-Month Battle of Guadalcanal. Doubleday & Company, 1968, ISBN 0-306-80911-7.
- Delivered From Evil: The Saga of World War II. Harper & Row, 1987, ISBN 0-06-015812-3.
- None Died in Vain: The Saga of the Civil War. Harper Perennial, 1990, ISBN 0-06-016280-5.
- The General. I Books, 2002 [1991], ISBN 0-7434-4461-2.
- George Washington’s War: The Saga of the American Revolution. HarperCollins, 1992, ISBN 0-06-016289-9.
- From Sea to Shining Sea: From the War of 1812 to the Mexican-American War, the Saga of America’s Expansion. Harper Perennial, 1994, ISBN 0-06-016802-1.
- Okinawa: The Last Battle of World War II. Viking Press, 1995, ISBN 0-670-84716-X.
- The Wars of America: From 1600 to 1900. Harper Collins, 1998, ISBN 0-06-012571-3.
- A Few Acres of Snow: The Saga of the French and Indian Wars. Wiley & Son, 2000, ISBN 0-471-24690-5.

### Belletristik
- These Are My Heroes: A Study of the Saints
- Warfare: A Study of War
- A Soldier-Priest Talks to Youth

### Fiktion
- Ordained
- Marines!. Bantam Books, 1960
- The Bloodborn
- Forged in Blood
- Blood of the Seventeen Fires

### Jugendbücher
- The Battle for Iwo Jima. Random House, New York 1967, ISBN 1-59019-241-9.
- The Story of Football. Random House, 1965
- The Story of World War Two
- The Story of World War One
- The War in Korea
- Great American Battles. Random House, 1968
- The World Turned Upside-Down
- 1812: The War Nobody Won
- The Big Game
- Keeper Play
- Stormy Voyage